# ゴドフリー・ネラー
初代准男爵サー・ゴドフリー・ネラー（英語: Sir Godfrey Kneller, 1st Baronet, 1646年8月8日 - 1723年10月19日）は、17世紀後半から18世紀前半にイングランドで活躍した肖像画家。

## 概要
チャールズ2世や ジョージ1世の元で宮廷画家として仕えた。ネラーの代表作には『沈福宗の肖像』（1684年）やアイザック・ニュートンの肖像画4枚、ヨーロッパの君主の肖像画10枚（『ルイ14世の肖像』を含む）、40枚を超えるキット・キャット・クラブのメンバーの肖像画、ウィリアム3世の宮廷の『ハンプトンコート・ビューティーズ』の肖像画10枚などがある。

## 生涯
ゴドフリー・ネラーはドイツのリューベックで生まれた。ライデンで学び、アムステルダムでフェルディナント・ボルやレンブラントの弟子となる。1670年代には兄弟のヨハン・ザカリアス・ネラーと共にローマとヴェネツィアに赴き、歴史画や肖像画を描く。その後ハンブルクに引っ越した。彼らはモンマス公ジェイムズ・スコットの招きで1674年にイングランドに到着した。ネラーはそこでチャールズ2世の肖像画を描く。イングランドでは肖像画を描くことに集中した。彼はロンドンに工房を構え、多くの助手を雇い入れ、簡単なスケッチを元に、型どおりのディテールを加えて工業規模でファッショナブルな肖像画を量産していった。ネラーは肖像画のパターンを形作ったともいえる。
ネラーはさらに、イングランドで肖像画の第一人者として認められるようになる。1680年にピーター・レリーが亡くなると、ネラーはチャールズ2世より首席宮廷画家に任命される。ネラーは宮廷に仕える美女たち（「ハンプトンコート・ビューティーズ」と呼ばれた）の肖像画を手がけ、ウィリアム3世によりナイトに叙された。また、「キット・キャット・ポートレイト」と呼ばれる、キット・キャット・クラブに属していた主要な政治家や文学者たちの48枚に及ぶ肖像画も残している。ジョージ1世により準男爵に叙されたネラーはまた、1711年から1716年までネラー・アカデミー（Kneller Academy of Painting and Drawing）の学長でもあった。ネラーの肖像画はジョン・ドライデン、ジョゼフ・アディソン、リチャード・スティール、アレキサンダー・ポープといった著名人たちから高い評価を得ていた。
ネラーは1723年に亡くなり、トゥイッケナム教会に埋葬された。彼はこの地区の教区委員で、この教会は14世紀に建設されたが、その会衆席が1713年に崩壊し、ネラーはその再建計画に関わっていた。

## ギャラリー

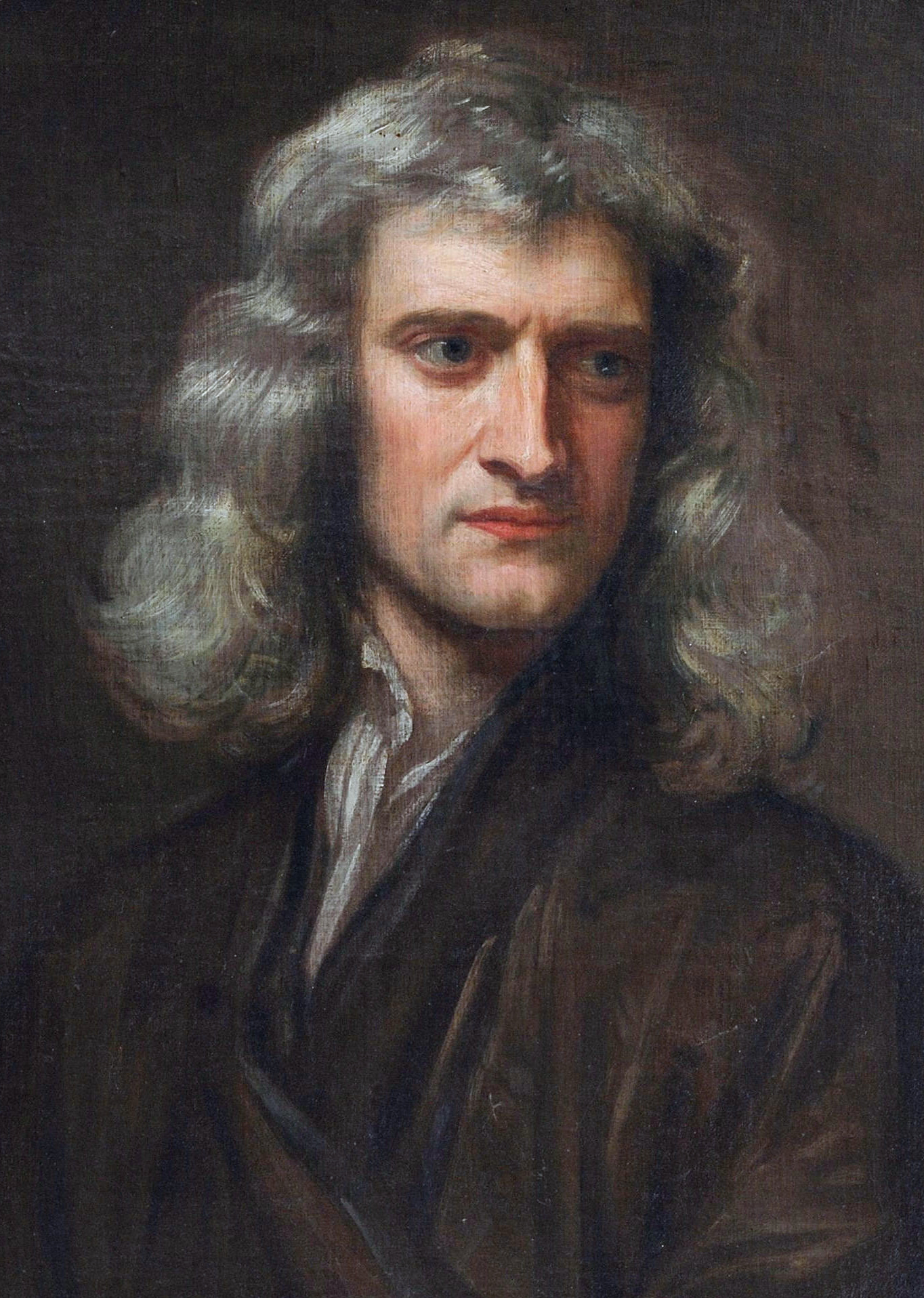
アイザック・ニュートン（1689年）
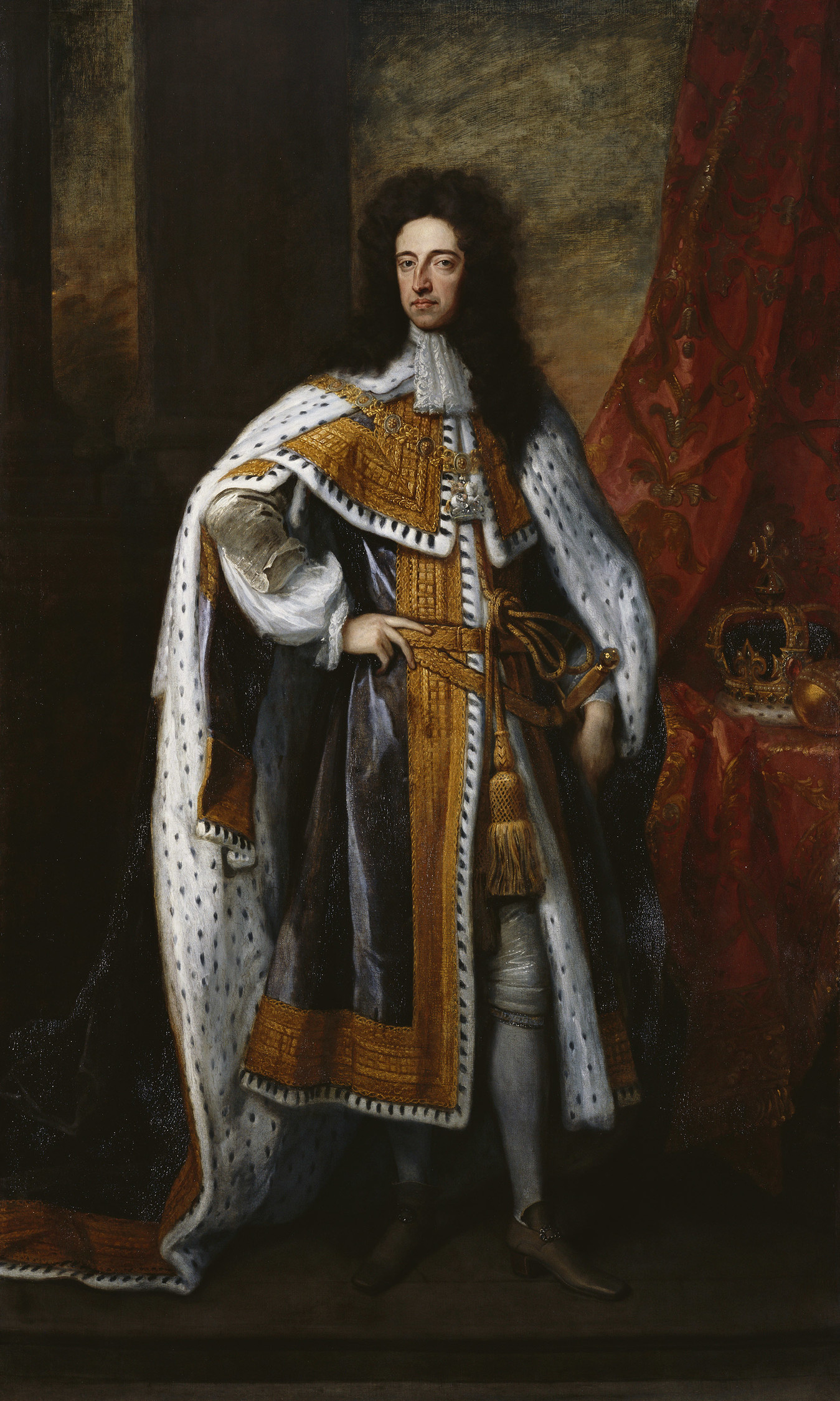
ウィリアム3世（1690年頃）
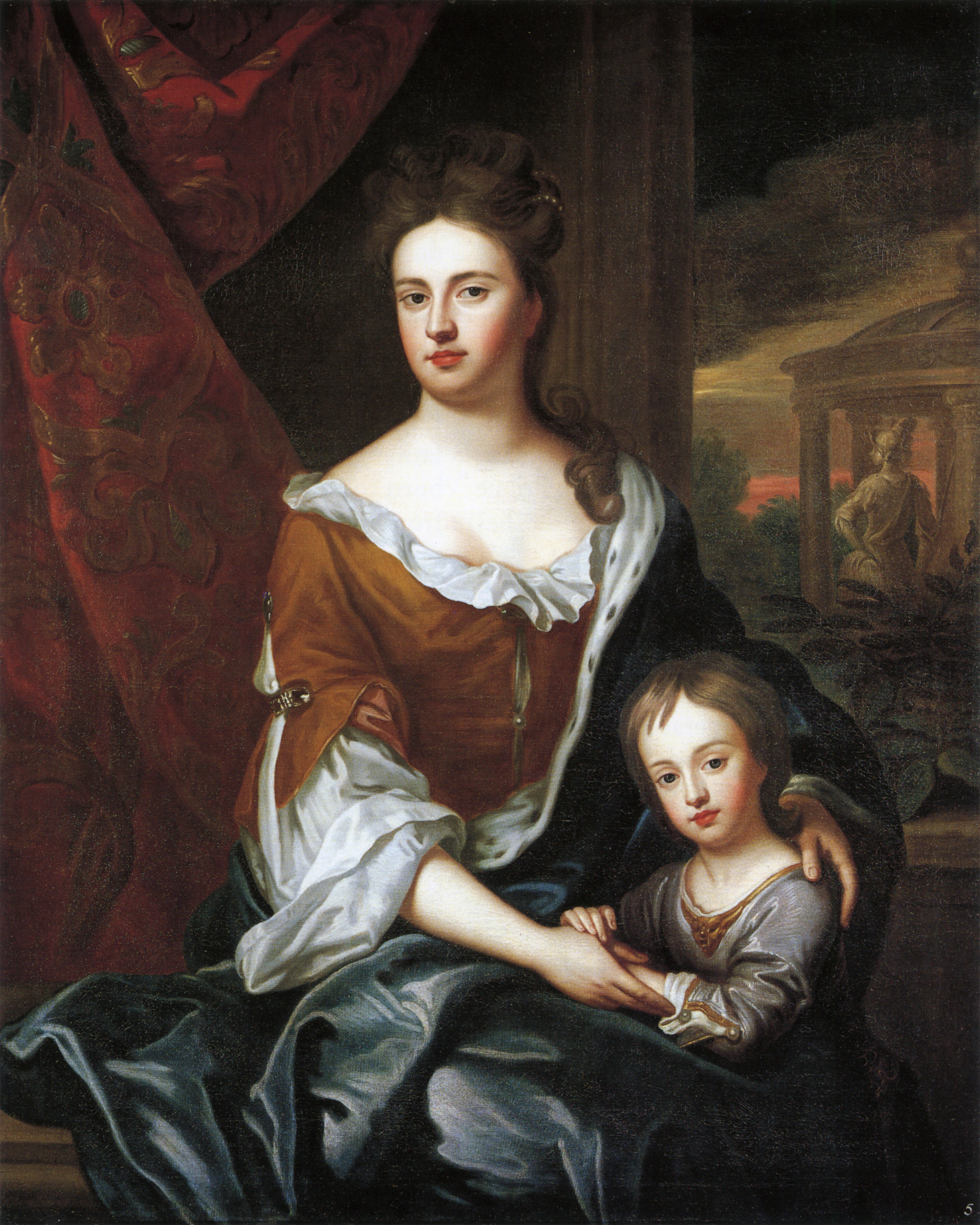
アン (イギリス女王)とウィリアム王子（1694年頃）
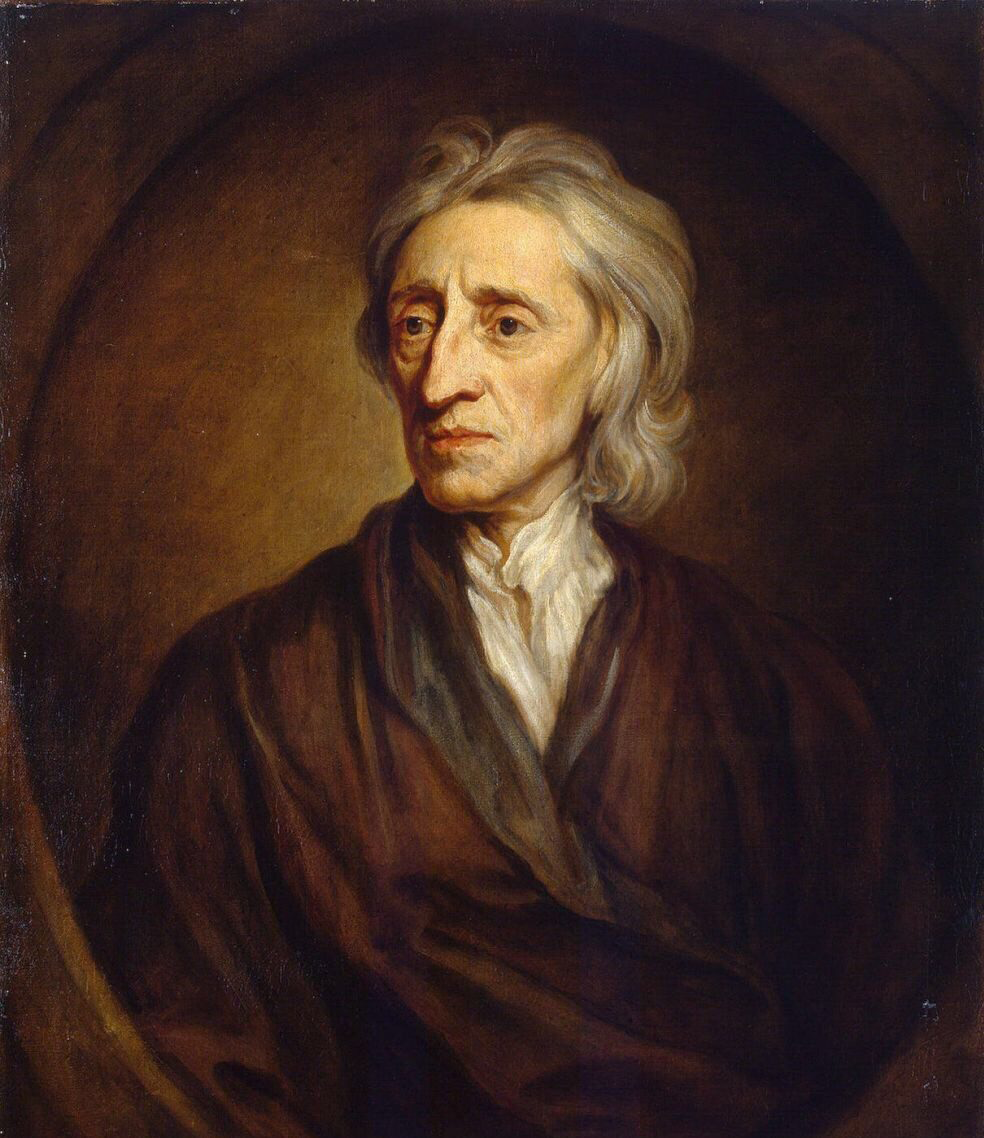
ジョン・ロック（1697年）
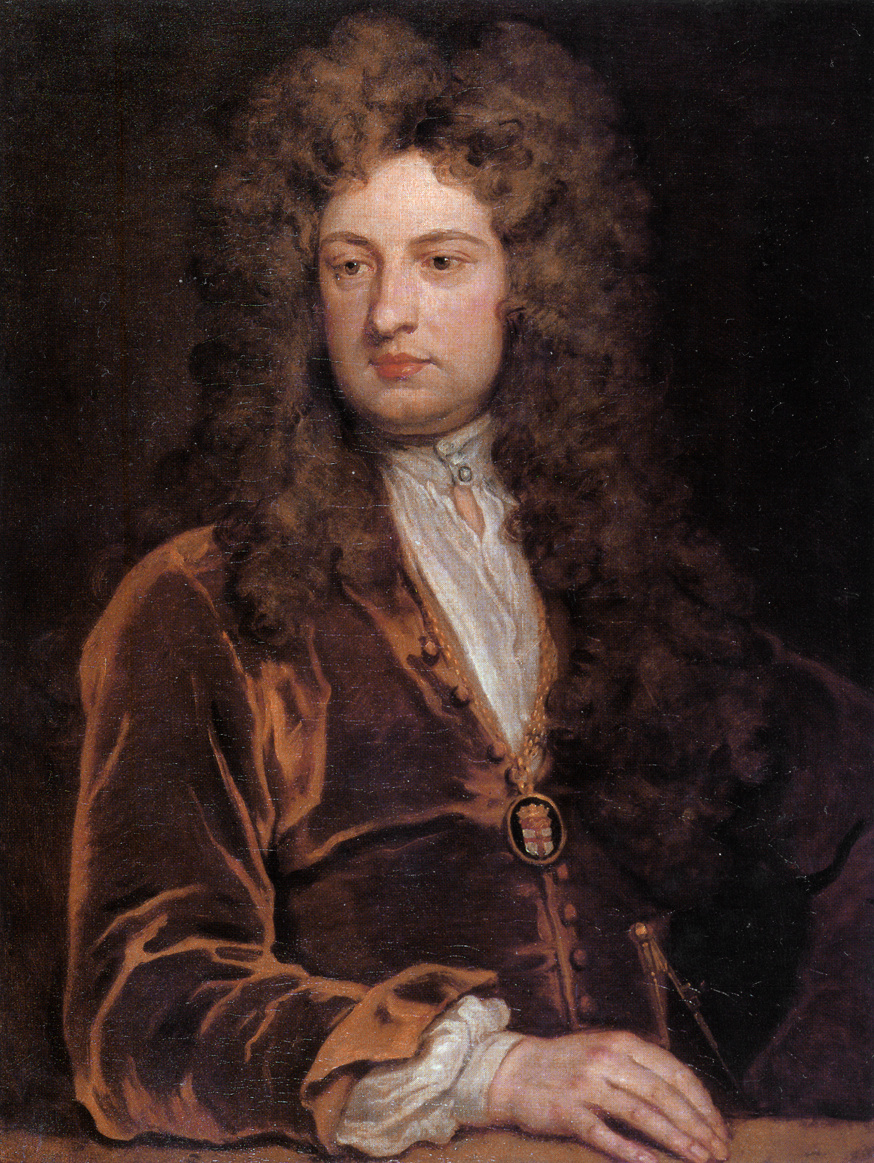
ジョン・ヴァンブラ（1704年 - 1710年）
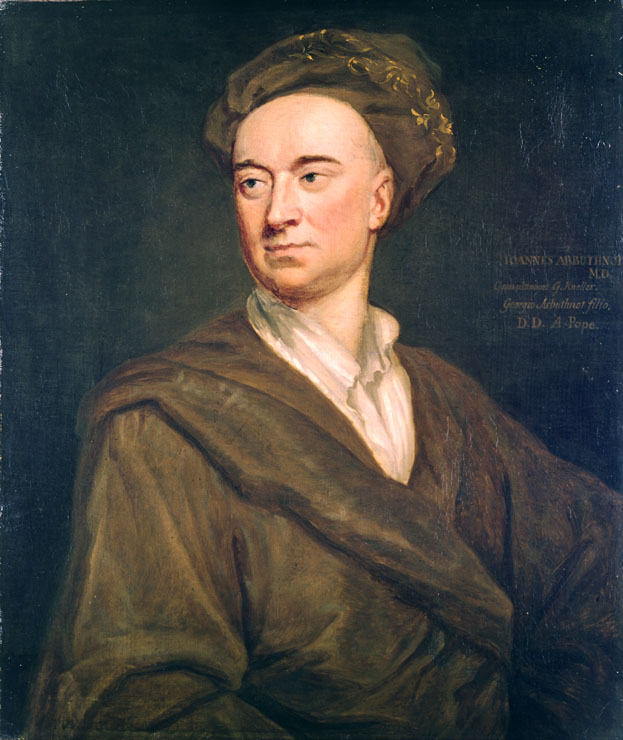
ジョン・アーバスノット（英語版）（1723年）

## 関連図書
- Rossetti, William Michael (1911). "Kneller, Sir Godfrey" . In Chisholm, Hugh (ed.). Encyclopædia Britannica (英語). Vol. 15 (11th ed.). Cambridge University Press. p. 850.
- Cust, Lionel Henry (1892). "Kneller, Godfrey" . In Lee, Sidney (ed.). Dictionary of National Biography (英語). Vol. 31. London: Smith, Elder & Co. pp. 240–243.